# Dlouhý pochod 2C
Dlouhý pochod 2C (CZ-2C, čínsky pchin-jinem Chángzhēng èrhàobǐng, znaky zjednodušené 长征二号丙, tradiční 長征二號丙) je čínská nosná raketa patřící do rodiny Dlouhý pochod 2.

## Varianty
Bylo vytvořeno několik variant využívajících třetí stupeň na tuhá paliva:
- 2C/SD – verze pro vypouštění dvou komerčních satelitů
- 2C/SM – verze pro vypouštění malých satelitů na vyšší orbity
- 2C/SMA – vylepšená verze 2C/SM

## Seznam letů
| Číslo letu | Datum                    | Startovací rampa | Horní stupeň (pokud byl použit) | Náklad                                                  | Oběžná dráha | Stav     |
| ---------- | ------------------------ | ---------------- | ------------------------------- | ------------------------------------------------------- | ------------ | -------- |
| 1          | 9. září 1982             |                  |                                 | FSW-0 č.4                                               | LEO          | úspěch   |
| 2          | 19. srpna 1983           |                  |                                 | FSW-0 č.5                                               | LEO          | úspěch   |
| 3          | 12. září 1984            |                  |                                 | FSW-0 č.6                                               | LEO          | úspěch   |
| 4          | 21. října 1985           |                  |                                 | FSW-0 č.7                                               | LEO          | úspěch   |
| 5          | 6. října 1986            |                  |                                 | FSW-0 č.8                                               | LEO          | úspěch   |
| 6          | 5. srpna 1987            |                  |                                 | FSW-0 č.9                                               | LEO          | úspěch   |
| 7          | 9. září 1987             |                  |                                 | FSW-1 č.1                                               | LEO          | úspěch   |
| 8          | 5. srpna 1988            |                  |                                 | FSW-1 č.2                                               | LEO          | úspěch   |
| 9          | 5. října 1990            |                  |                                 | FSW-1 č.3                                               | LEO          | úspěch   |
| 10         | 6. října 1992            |                  |                                 | FSW-1 č.4 Freja                                         | LEO          | úspěch   |
| 11         | 8. října 1993            |                  |                                 | FSW-1 č.5                                               | LEO          | úspěch   |
| 12         | 1. září 1997             |                  | 2C/SD                           | Iridium hmotový simulátor A Iridium hmotový simulátor B | LEO          | úspěch   |
| 13         | 8. prosince 1997         |                  | 2C/SD                           | Iridium 42 Iridium 44                                   | LEO          | úspěch   |
| 14         | 25. března 1998          |                  | 2C/SD                           | Iridium 51 Iridium 61                                   | LEO          | úspěch   |
| 15         | 2. května 1998           |                  | 2C/SD                           | Iridium 69 Iridium 71                                   | LEO          | úspěch   |
| 16         | 19. srpna 1998           |                  | 2C/SD                           | Iridium 76 Iridium 78                                   | LEO          | úspěch   |
| 17         | 19. prosince 1998        |                  | 2C/SD                           | Iridium 88 Iridium 89                                   | LEO          | úspěch   |
| 18         | 11. června 1999          |                  | 2C/SD                           | Iridium 92 Iridium 93                                   | LEO          | úspěch   |
| 19         | 29. prosince 2003        |                  | 2C/SM                           | Double Star 1                                           | HEO          | úspěch   |
| 20         | 18. dubna 2004           |                  |                                 | Shiyan-1 Nano satelit 1                                 | SSO          | úspěch   |
| 21         | 25. července 2004        |                  | 2C/SM                           | Double Star 2                                           | HEO          | úspěch   |
| 22         | 29. srpna 2004           |                  |                                 | FSW-4 č.1                                               | LEO          | úspěch   |
| 23         | 18. listopadu 2004       |                  |                                 | Shiyan-2                                                | SSO          | úspěch   |
| 24         | 2. srpna 2005            |                  |                                 | FSW-4 č.2                                               | LEO          | úspěch   |
| 25         | 9. září 2006             |                  |                                 | Shijian 8                                               | LEO          | úspěch   |
| 26         | 11. dubna 2007           |                  |                                 | Haiyang-1B                                              | SSO          | úspěch   |
| 27         | 6. září 2008             |                  | 2C/SMA                          | Huanjing-1A Huanjing-1B                                 | SSO          | úspěch   |
| 28         | 22. dubna 2009           |                  |                                 | Yaogan 6                                                | SSO          | úspěch   |
| 29         | 12. listopadu 2009       |                  |                                 | Shijian 11-01                                           | SSO          | úspěch   |
| 30         | 6. července 2011         |                  |                                 | Shijian 11-03                                           | SSO          | úspěch   |
| 31         | 29. července 2011        |                  |                                 | Shijian 11-02                                           | SSO          | úspěch   |
| 32         | 18. srpna 2011           |                  |                                 | Shijian 11-04                                           | SSO          | neúspěch |
| 33         | 29. listopadu 2011       |                  |                                 | Yaogan 13                                               | SSO          | úspěch   |
| 34         | 6. října 2012            |                  | 2C/SMA                          | Shijian 9A Shijian 9B                                   | SSO          | úspěch   |
| 35         | 18. listopadu 2012       |                  |                                 | Huanjing-1C Xinyan 1 Fengniao 1                         | SSO          | úspěch   |
| 36         | 15. července 2013        |                  |                                 | Shijian 11-05                                           | SSO          | úspěch   |
| 37         | 29. října 2013           |                  |                                 | Yaogan 18                                               | SSO          | úspěch   |
| 38         | 31. března 2014          |                  |                                 | Shijian 11-06                                           | SSO          | úspěch   |
| 39         | 28. září 2014            |                  |                                 | Shijian 11-07                                           | SSO          | úspěch   |
| 40         | 27. října 2014           |                  |                                 | Shijian 11-08                                           | SSO          | úspěch   |
| 41         | 14. listopadu 2014       |                  |                                 | Yaogan 23                                               | SSO          | úspěch   |
| 42         | 29. září 2017 04:21      | LA-3, XSLC       |                                 | Yaogan 30-01A/B/C                                       | LEO          | úspěch   |
| 43         | 24. listopadu 2017 18:10 | LA-3, XSLC       |                                 | Yaogan 30-02A/B/C                                       | LEO          | úspěch   |
| 44         | 25. prosince 2017 19:44  | LA-3, XSLC       |                                 | Yaogan 30-03A/B/C                                       | LEO          | úspěch   |
| 45         | 25. ledna 2018 05:39     | LA-3, XSLC       |                                 | Yaogan 30-04A/B/C                                       | LEO          | úspěch   |
| 46         | 27. června 2018 03:30    | LC-3, XSLC       |                                 | XJSS A/B                                                | LEO          | úspěch   |
| 47         | 9. července 2018 03:56   | LA-4/SLS-2, JSLC | 2C/SMA                          | PRSS-1 PakTES-1A                                        | SSO          | úspěch   |